# Rosyjski spis powszechny 2002
Rosyjski spis powszechny 2002 (ros: Всероссийская перепись населения 2002) był pierwszym spisem w Federacji Rosyjskiej. Przeprowadzony został pomiędzy 9 października a 16 października 2002 przez Rosyjską Federalną Służbę Statystyczną (Rosstat).

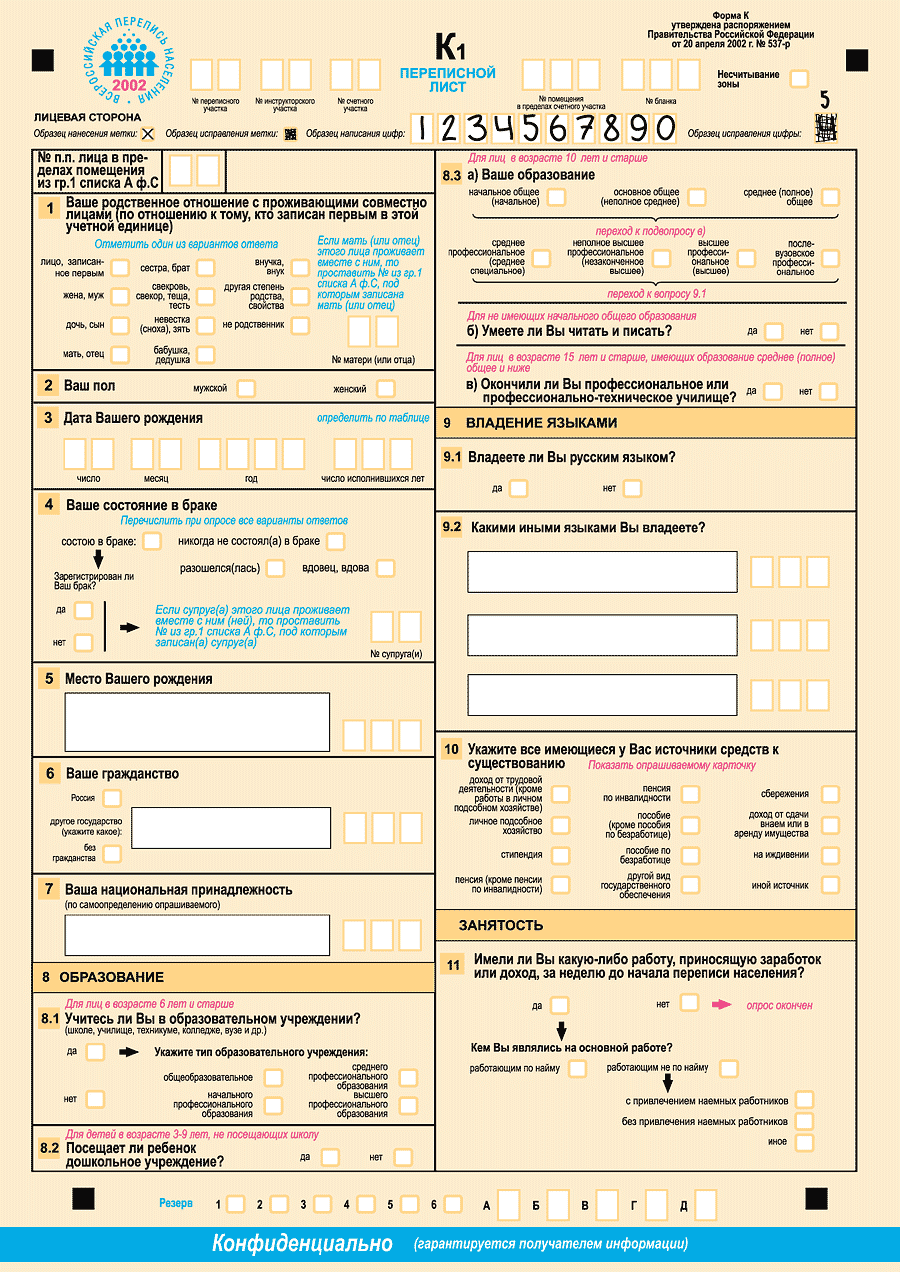
Arkusz spisowy z Rosyjskiego spisu powszechnego 2002

## Uczestnicy spisu
Uczestnicy spisu odpowiedzieli na pytania: o wiek, stan cywilny, znajomość języków, pochodzenie etniczne i edukację. Niektórzy odpowiedzieli na nieobligatoryjne pytania dotyczące sytuacji finansowej i warunków mieszkaniowych.

### Rezydenci
- Obywatele rosyjscy mieszkający w Rosji (Pod warunkiem nie przebywania poza granicami kraju dłużej niż jeden rok)
- Nie-obywatele (tj. obywatele obcych państw i bezpaństwowcy), którzy spełniali jedną z następujących wymagań: 
  - legalne stałe zamieszkanie
  - osoby, które przybyły do kraju z zamiarem osiedlenia lub ubiegania się o azyl
  - zarejestrowani pracownicy zagraniczni i studenci, pod warunkiem że okres czasowego pobytu w Rosji trwał przynajmniej jeden rok

### Nie rezydenci
Do nie - rezydentów zaliczono dwie grupy osób: 
- Rosyjskich obywateli, obecnie mieszkających za granicą dłużej niż rok, w związku z pracą dla Federacji.
- Osób stale zamieszkujących za granicą, ale czasowo przebywających w Rosji (jako turyści, krótkoterminowi zagraniczni pracownicy, studenci, itp.).

Obcokrajowcy obecni w Rosji, pracownicy zagranicznych misji dyplomatycznych i organizacji międzynarodowych oraz członków ich rodziny, byli wyłączeni ze spisu rolnego.

## Wyniki spisu
- Spis zarejestrował liczbę mieszkańców na 145 166 731 osób:
  - 67 605 133 mężczyzn
  - 77 561 598 kobiet

- w tym:
  - Ludności miejskiej 106 429 000 (73%)
  - Ludności wiejskiej 38 738 000 (27%).

- Oprócz tego, wśród populacji zamieszkującej Rosję było:
  - 1 025 413 cudzoziemców
  - 429 881 bezpaństwowców

|                | Obywatele... |         |
| -------------- | ------------ | ------- |
| Kraje WNP      |              | 906,314 |
|                | Armenia      | 136,841 |
|                | Azerbejdżan  | 154,911 |
|                | Białoruś     | 40,330  |
|                | Gruzja       | 52,918  |
|                | Kazachstan   | 69,472  |
|                | Kirgistan    | 28,843  |
|                | Mołdawia     | 50,988  |
|                | Tadżykistan  | 64,165  |
|                | Turkmenistan | 6,417   |
|                | Ukraina      | 230,558 |
|                | Uzbekistan   | 70,871  |
| Inne państwa   |              | 119,099 |
|                | Afganistan   | 8,221   |
|                | Bułgaria     | 2,262   |
|                | Chiny        | 30,598  |
|                | Estonia      | 1,066   |
|                | Finlandia    | 285     |
|                | Niemcy       | 1,329   |
|                | Grecja       | 612     |
|                | Indie        | 5,351   |
|                | Izrael       | 1,016   |
|                | Litwa        | 4,583   |
|                | Łotwa        | 2,864   |
|                | Syria        | 1,230   |
|                | Turcja       | 4,991   |
|                | USA          | 1,361   |
|                | Wietnam      | 22,545  |
| Bezpaństwowców |              | 429,881 |

## Znajomość języków
Wśród pytań znalazły się: „Czy mówisz po rosyjsku?” i „W jakich innych językach mówisz?"
| Język                         | Odpowiedzi (w milionach) |
| ----------------------------- | ------------------------ |
| angielski                     | 6.95                     |
| tatarski                      | 5.35                     |
| niemiecki                     | 2.90                     |
| ukraiński                     | 1.81                     |
| czeczeński                    | 1.33                     |
| czuwaski                      | 1.33                     |
| ormiański                     | 0.91                     |
| awarski                       | 0.78                     |
| francuski                     | 0.71                     |
| azerski                       | 0.67                     |
| mordwiński (moksza lub erzja) | 0.61                     |
| kabardyński lub czerkieski    | 0.59                     |
| kazachski                     | 0.56                     |
| dargwijski                    | 0.50                     |

1,42 miliona respondentów nie podało informacji językowych.

## Ciekawostki
- Koszty spisu ludności Rosji w 2002 r. wyniosły około 4,8 miliardów rubli[1].
- W Permie, wielu wielbicieli twórczości Tolkiena w kolumnie „narodowość” stwierdziło, „Hobbit” i „Elf”, a trzydzieści osób z Rostowa nad Donem, zadeklarowało posiadanie obywatelstwa Scytów[2].